# Xerorchis
лат. Xerorchis — род многолетних травянистых растений семейства Орхидные. 
Включает два вида:
- Xerorchis amazonica Schltr. typus
- Xerorchis trichorhiza (Kraenzl.) Garay

## Этимология
Название происходит от греческих слов:  ξηρός и ὄρχις. 

## Распространение
Южная Америка. Встречаются на высотах от 0 до 700 метров над уровнем моря. Тенистые влажные леса.  

## Биологическое описание
Небольшие (45—55 см) наземные растения с прямостоячим тонким ветвящимся стеблем. Корневище очень короткое. 
Листья линейные, ланцетные, овальные, обычно узкие, на конце заострённые. Цветки бледно-зелёные или жёлто-зелёные, появляются в пазухах листьев. Поллиниев — 8.